# Museo Nacional de Arte de Letonia
El Museo Nacional de Arte de Letonia (letón: Latvijas Nacionālais mākslas muzejs) es un museo de arte fundado en 1905, ubicado junto a la Academia de Arte de Letonia, frente a la plaza Janis Rozentāls, en Riga. Alberga la mayor colección de arte nacional de Letonia.

## Historia
El edificio principal del museo fue construido entre 1903 y 1905, siguiendo una estructura en estilo historicista. El diseño le fue encargado al arquitecto alemán báltico, Wilhelm Neumann, quien también se desempeñó como el primer director de la institución desde 1905 hasta 1919. Es uno de los últimos edificios de estilo ecléctico construidos en Riga, diseñado en formas barrocas y acabado con yeso, arenisca y granito.
Los grupos escultóricos fueron elaborados por August Volz, mientras que las pinturas fueron realizadas por Vilhelms Purvītis y G. Rozens. La decoración interior incorpora elementos del Art Nouveau. Ludwig Kerkovius, un político letón que se desempeñó como alcalde de la ciudad entre 1890 y 1901, desempeñó un papel fundamental en la construcción del museo durante su administración. Fue el primer edificio de los países bálticos construido con fines museo, no teniendo que ser adaptado para ello. 
En 2025, la película animada Flow de 2024, ganadora del Globo de Oro a la Mejor Película de Animación y del Premio de la Academia a la Mejor Película de Animación, se exhibió en el museo.